# Prodicella
Prodicella là một chi bướm đêm thuộc họ Noctuidae.